# アル・キャンパニス
アレクサンダー・セバスチャン・キャンパニス（Alexander "Al " Sebastian Campanis、1916年11月2日 - 1998年6月21日）は、ギリシャ・ドデカネス諸島（当時はイタリア領エーゲ海諸島）コス島出身のプロ野球選手（二塁手）、ゼネラルマネージャー（GM）。右投両打（スイッチヒッター）。
息子のジム・キャンパニスもMLBでプレーした。野球技術の講義の内容などをまとめた『ドジャースの戦法』の著者でもある。日本でも内村祐之によって訳され、その理論はドジャース戦法として紹介された。日本プロ野球において日本シリーズ9連覇を成し遂げた名将、読売ジャイアンツの監督、川上哲治もドジャース戦法の実践を目指した。1987年4月6日に人種差別と疑われる発言を行って大反響を巻き起こし、その2日後にロサンゼルス・ドジャースのGMを辞任した。

## 経歴
1916年11月2日にドデカネス諸島の小さな島であるコス島に生まれた。コス島は1947年までイタリア王国の領土であり、キャンパニスの出生当時はイタリア領エーゲ海諸島に属していた。
6歳の時に一家揃ってアメリカ合衆国のニューヨークへ移住。
ニューヨーク大学を卒業した1940年にMLBのブルックリン・ドジャースと契約を結んだ。1943年9月23日に二塁手としてドジャースでMLBデビュー。1943年シーズンが終了するまでに7試合に出場した。
第二次世界大戦中であったために1944年からアメリカ海軍で任務を遂行。最終的には兵曹長の階級に達し、戦争が終結した1945年シーズン終盤にドジャースに復帰した。傘下マイナーリーグAAA級モントリオールでは遊撃手としてプレーし、その時に二塁手として彼と二遊間のコンビを組んだのがジャッキー・ロビンソンだった。
現役を引退した後はロサンゼルス・ドジャースのスカウトを務め、サンディ・コーファックスの才能を見出した。
スカウトの後は1968年から1987年までドジャースのゼネラルマネージャー（GM）を務めた。彼の下でドジャースは1974年・1977年・1978年・1981年にワールドシリーズへの進出を果たし、このうち1981年のワールドシリーズではニューヨーク・ヤンキースを4勝2敗で下してワールドチャンピオンに輝いた。1987年4月6日に人種差別と疑われる発言を行い、その2日後にGMを辞任した（後述）。
1998年6月21日に冠動脈疾患により、カリフォルニア州フラートンの自宅にて死去。81歳没。

## 人種差別発言の波紋
1987年4月6日にABCニュースの番組『ナイトライン』においてジャッキー・ロビンソンが野球界におけるカラーラインを打破し、MLB初の黒人選手になってから40周年を記念して監督とGMに何故黒人が少ないのかというテーマが話し合われた。この番組に出演したキャンパニスは「黒人は監督やGMになるのに必要な資質が幾つか欠けているかもしれない」という意味の発言を行った。司会者のテッド・コッペルはこの発言を修正するように誘導しようとしたが、キャンパニスは怯まなかった。続けられたやり取りの中で「黒人は浮力を持たないために良い泳ぎが出来ない」という意味の発言も行った。アメリカ全土で大反響を巻き起こし、翌7日にキャンパニスは謝罪を表明した。8日にオーナーであるピーター・オマリーの勧告を受けてGMを辞任し、ドジャース一筋の野球人生から姿を消した。キャンパニスは翌1988年のインタビューで「私は固有の知性や能力のようなものでは無く、必要な経験が不足しているというつもりで言った」と発言の意味を説明しようとした。
しかし、オマリーは「アルがこれまでも、これから先もずっと人種差別主義者では無いと信じている」と彼に対する信頼を口にしている。また、長年の友人であったトミー・ラソーダは「彼と知り合ってから今までに、彼から人種差別的な発言を聞いた事は一度も無い」と述べ、息子のジョージも「ボールを打つか、または投げる事が出来れば、緑の髪と紫の肌を持っていても父は気にならなかった」と同様に偏見を持つ人物では無かったと否定している。

## ドジャース戦法生みの親
現役引退後、フロリダ州ベロビーチにおいて毎年600人ものプロ野球選手を集めて開催するドジャースのスプリングトレーニングの訓練係に任命されたキャンパニスは野球技術の教育方法に関する講義と討論の内容を何年もノートに書き続け、それを1954年に『ドジャースの戦法』として書籍化した。攻撃では犠打やヒットエンドランを用いて得点を取り、守りでは失点を防ぐためにバント対策でシフトを敷く際に外野手もカバーに走るというようなチームプレーが軸となっており、当時のドジャースはまだ目新しかったこのドジャース戦法を導入して守備を最大限に活かして守り勝つ野球（スモールボール）で強豪チームとして君臨していた。1961年シーズンに日本プロ野球球団、読売ジャイアンツの監督として1年目を迎えた川上哲治は考え抜いた末、何をどうすれば勝つ確率を上げられるのかという疑問の答えをこの本の中から見出した。そして、何十冊と取り寄せて巨人の選手たちに配った。1963年春にベロビーチまで行ってドジャースの練習を観察し、キャンパニスから直接教えを受けた川上巨人のヘッドコーチ、牧野茂は「守備練習こそが勝利への直通路だ」と結論付けた。チームの新人選手を指導するための教本としてドジャース組織では「バイブル」のように重宝され、1998年シーズン開始前に球団が買収されるまではその影響力を保持することになった。
キャンパニスの本領が発揮されたのは1963年のワールドシリーズである。このシリーズではドジャースが常勝ヤンキースを4勝0敗で下した。彼は2人のアシスタントと分担を決め、この1963年シーズン後半を過ぎる頃にヤンキースの試合を連日観戦し、キャンパニス・レポートと呼ばれる膨大な量のデータを作り上げた。当時のドジャースのGMも「未だかつてこれほどまで詳細なものを見た事が無い。これで我がチームのワールドシリーズ制覇は九割方確定した」と歓喜し、この言葉通りになった。以下は見事に的中したレポートに基づく指示の一例である。
第3戦の指示
- 「投手のジム・バウトンは立ち上がり球は荒れ、何処に来るか分からないから待球主義で行け」（1回裏にバウトンはジム・ギリアムに四球を与えた後、暴投で二塁まで進ませ、トミー・デービスの適時打で1点。試合は0-1でドジャースが勝利）
- 「左打者、ジョニー・ブランチャード（英語版）の打球は9割方は二塁ベースより右に飛ぶ。遊撃手のモーリー・ウィルスは二塁ベースより一塁寄り、二塁手のデック・トレースキー（英語版）はベースの中間に、一塁手のムース・スコーロン（英語版）は ライン際を守れ」（5回表無死からブランチャードが放った強烈なゴロは二塁ベースの右を襲ったが、ウィルスはこれを余裕を持って裁き、彼を一塁に刺した）

第4戦の指示
- 「一塁手のジョー・ペピトーンは肩が良くないし、距離が遠くなると正確な球を投げられない。だから内野手の送球を彼が後逸したら躊躇せずに三塁まで走れ」（1-1で迎えた7回裏、先頭のギリアムが放った三塁ゴロの送球をペピトーンが後逸し、ギリアムは後ろを振り向かず三塁まで滑り込み、ウィリー・デービスの犠飛による決勝点に繋がった）
- 「ミッキー・マントルは右打席で打つ時、低めに絶対の自信を持っているが、外角肩から胸のマーク付近の速球にはからきし弱い」（マントルは7回表にコーファックスの投じた内角低めを左翼席へ叩き込み、同点本塁打としたが、9回表は最後に外角低めへ速球を決められ、見送りの三振）

マントルの他にもフランク・ハワードは内角に弱く、ロジャー・マリスにはチェンジアップが効果的、ペピトーンはカーブに対しては盲目的、という風にヤンキース各打者の弱点を分析した。試合の前半にはヤンキースはほぼ確実に犠打を使用しない事を調べ上げ、内野手に深く守らせた。第3戦でドジャース投手のドン・ドライスデールが牽制球で一塁走者を刺したのも「ヒットエンドランのサインが事前に分かっていたからだ」とキャンパニス本人が説明している。このシリーズのヤンキースは4試合で僅か22安打に終わり、三振数は37を計上した。

## 詳細情報

### 年度別打撃成績
| 年 度    | 球 団    | 試 合 | 打 席 | 打 数 | 得 点 | 安 打 | 二 塁 打 | 三 塁 打 | 本 塁 打 | 塁 打 | 打 点 | 盗 塁 | 盗 塁 死 | 犠 打 | 犠 飛 | 四 球 | 敬 遠 | 死 球 | 三 振 | 併 殺 打 | 打 率 | 出 塁 率 | 長 打 率 | O P S |
| -------- | -------- | ----- | ----- | ----- | ----- | ----- | -------- | -------- | -------- | ----- | ----- | ----- | -------- | ----- | ----- | ----- | ----- | ----- | ----- | -------- | ----- | -------- | -------- | ----- |
| 1943     | BRO      | 7     | 24    | 20    | 3     | 2     | 0        | 0        | 0        | 2     | 0     | 0     | --       | 0     | --    | 4     | --    | 0     | 5     | --       | .100  | .250     | .100     | .350  |
| MLB：1年 | MLB：1年 | 7     | 24    | 20    | 3     | 2     | 0        | 0        | 0        | 2     | 0     | 0     | --       | 0     | --    | 4     | --    | 0     | 5     | --       | .100  | .250     | .100     | .350  |

- 「-」は記録なし

### 背番号
- 3 （1943年）

## 著書
- The Dodgers' Way to Play Baseball （1954年） (ASIN B0006ATQBS)

内村祐之訳『ドジャースの戦法』（ベースボール・マガジン社、1957年）ASIN B000JAY4RG。新版1990年。ISBN 978-4583010700
- Play ball with Roger the Dodger （1980年） (ISBN 978-0399207112)

斉藤信太郎訳『プレイボール オールイラスト野球入門』（南雲堂・小冊子、1984年）ASIN B000J75XEM